# Кінний спорт на літніх Олімпійських іграх 1912 – індивідуальна виїздка
Змагання з індивідуальної виїздки на літніх Олімпійських іграх 1912 відбулися у Стокгольмі 15 липня. У цій змагальній дисципліні не було рівних господарям Ігор — шведам. За виключенням двох німецьких вершників, які посіли 4-те та 7-ме місця, шведи окупували усю верхню частину турнірної таблиці. Олімпійським чемпіоном з виїздки став Карл Бунде на коні на ім'я Emperor, другими були Густаф Адольф Больтенстерн та Neptun, а «бронза» дісталася Гансу фон Бліксен-Фінеке на Maggie.
Змагання у Стокгольмі стали першими змаганнями з виїздки у рамках літніх Олімпійських ігор в історії. Єдиний раз до цього, коли на Олімпіаді був представлений кінний спорт, виїздка не входила до складу дисциплін, заявлених на Ігри.

## Формат змагань
У змаганнях з виїздки взяв участь 21 спортсмен з 8 країн. Від формату проведення змагань початку XXI століття тогочасна виїздка відрізнялася відсутністю у програмі таких елементів як піаффе та пасаж, проте необхідністю виконати п'ять стрибків до 1,10 метру у висоту та подолати останню перешкоду — діжку, що котиться назустріч коню, який біжить. У цій змагальній дисципліні проводилися лише індивідуальні змагання, командна першість була відсутня.

## Розклад змагань
Час початку змагань вказано за місцевим часом
| Дата                     | Час   | Раунд               |
| ------------------------ | ----- | ------------------- |
| Понеділок, 15 липня 1912 | 8:00  | Виїздка (частина 1) |
| Понеділок, 15 липня 1912 | 12:00 | Виїздка (частина 2) |

## Результати
| Місце | Вершник                    | Країна    | Кінь            | Бали | Бали | Бали | Бали | Бали | Бали | Бали | Загалом |
| Місце | Вершник                    | Країна    | Кінь            | 1    | 2    | 3    | 4    | 5    | 6    | 7    | Загалом |
| ----- | -------------------------- | --------- | --------------- | ---- | ---- | ---- | ---- | ---- | ---- | ---- | ------- |
| 1     | Карл Бунде                 | Швеція    | Emperor         | 1    | 1    | 1    | 1    | 3    | 3    | 5    | 15      |
| 2     | Густаф Адольф Больтенстерн | Швеція    | Neptun          | 1    | 2    | 2    | 2    | 3    | 5    | 6    | 21      |
| 3     | Ганс фон Бліксен-Фінеке    | Швеція    | Maggie          | 2    | 3    | 4    | 5    | 5    | 5    | 8    | 32      |
| 4     | Фрідріх фон Естерлі        | Німеччина | Condor          | 2    | 2    | 3    | 4    | 6    | 9    | 10   | 36      |
| 5     | Карл Розенбалд             | Швеція    | Miss Hastings   | 3    | 4    | 4    | 5    | 7    | 9    | 11   | 43      |
| 6     | Оскар аф Стрьом            | Швеція    | Irish Lass      | 4    | 6    | 6    | 6    | 8    | 8    | 9    | 47      |
| 7     | Фелікс Бюркнер             | Німеччина | King            | 1    | 2    | 6    | 7    | 8    | 13   | 14   | 51      |
| 8     | Карл Крукенберг            | Швеція    | Kartusch        | 4    | 6    | 7    | 8    | 8    | 8    | 10   | 51      |
| 9     | Михайло Єкімов             | Росія     | Tritonych       | 3    | 7    | 7    | 10   | 10   | 12   | 13   | 62      |
| 10    | Альберт Зайгнер            | Франція   | Dignité         | 1    | 4    | 12   | 13   | 13   | 13   | 17   | 73      |
| 11    | Андреас фон Флотов         | Німеччина | Senta           | 7    | 9    | 9    | 9    | 12   | 13   | 18   | 77      |
| 12    | Карл фон Моерс             | Німеччина | New Bank        | 10   | 10   | 11   | 11   | 11   | 15   | 15   | 83      |
| 13    | Гай Генрі                  | США       | Chiswell        | 9    | 12   | 12   | 13   | 14   | 15   | 18   | 93      |
| 14    | Жан Каріу                  | Франція   | Mignon          | 5    | 7    | 11   | 15   | 17   | 19   | 20   | 94      |
| 15    | Йенс Фалькенберг           | Норвегія  | King            | 12   | 14   | 14   | 14   | 16   | 16   | 17   | 103     |
| 16    | Рудольф Кейпер             | Данія     | Kinley Princess | 12   | 14   | 15   | 15   | 17   | 18   | 20   | 111     |
| 17    | Гастон де Тренной          | Бельгія   | Capricieux      | 10   | 14   | 17   | 18   | 19   | 19   | 20   | 117     |
| 18    | Карл Саунте                | Данія     | Streg           | 11   | 15   | 16   | 16   | 20   | 21   | 21   | 120     |
| 19    | Мішель Дюфор               | Франція   | Castibalza      | 11   | 17   | 18   | 18   | 19   | 19   | 21   | 123     |
| 20    | Джон Монтгомері            | США       | Deceive         | 16   | 17   | 18   | 19   | 19   | 20   | 21   | 130     |
| 21    | Еммануель де Бломмер       | Бельгія   | Clonmore        | 16   | 16   | 20   | 20   | 21   | 21   | 21   | 135     |